# Albert Krölls
Albert Krölls (* 1948) ist ein deutscher Rechtswissenschaftler und Hochschullehrer. Krölls ist Diplom-Sozialwissenschaftler, promovierter Jurist und emeritierter Professor. Er lehrte lange als Professor für Recht und Verwaltung an der Evangelischen Hochschule für Soziale Arbeit & Diakonie in Hamburg und ist nun in einer Anwaltskanzlei in Hamburg tätig. Er publizierte zahlreiche Beiträge insbesondere auf den Gebieten Verfassungsrecht, Privatisierungspolitik und Ökonomisierung der Sozialen Arbeit.
Immer wieder positionierte er sich fachlich-politisch auch in Tagesmedien.

## Schriften (Auswahl)
- Kriegsdienstverweigerung: Grundrecht zwischen Gewissensfreiheit und Kriminalität. Eine rechtssoziologische Studie zur Kriegsdienstverweigerung in der Bundesrepublik. Leverkusen 1976
- Kriegsdienstverweigerung. Das unbequeme Grundrecht. Frankfurt/M. 1980
- Das Grundgesetz als Verfassung des staatlich organisierten Kapitalismus. Politische Ökonomie des Verfassungsrechts. Wiesbaden 1988
- Kritik der Psychologie – Das moderne Opium des Volkes. Hamburg 2007
- Das Grundgesetz – ein Grund zum Feiern? Eine Streitschrift gegen den Verfassungspatriotismus. Hamburg 2009
- Studienbuch Sozialrecht (SGB II, SGB XII mit AsylbLG, Arbeitslosengeld I). Sprockhövel 2010
- Kapitalismus – Rechtsstaat – Menschenrechte. Hamburg 2013